# Gran Premio di Germania 2019
Il Gran Premio di Germania 2019 è stata l'undicesima prova della stagione 2019 del campionato mondiale di Formula 1. La gara, corsa domenica 28 luglio sul circuito di Hockenheim, è stata vinta dall'olandese Max Verstappen su Red Bull Racing-Honda, al settimo successo in carriera; Verstappen ha preceduto all'arrivo il tedesco Sebastian Vettel su Ferrari e il russo Daniil Kvjat su Scuderia Toro Rosso-Honda.
La gara è stata votata come il miglior gran premio della stagione e del decennio dagli utenti del sito ufficiale della Formula 1, con il 23% delle preferenze.

## Vigilia

### Aspetti tecnici
Per questa gara la Pirelli, fornitrice unica degli pneumatici, porta gomme di mescola C2, C3 e C4.
La FIA riduce a due zone, rispetto al 2018, dove potrà essere utilizzato il DRS: la prima zona è posta tra le curve 1 e 2, con detection point posto prima della curva 1; la seconda zona è posta lungo la Parabolika, il tratto tra la curva 4 e la curva 6, con detection point stabilito all'uscita della curva 4. La terza zona, introdotta la scorsa stagione e stabilita tra la Südkurve e la Nordkurve (in pratica lungo il rettifilo d'arrivo), è stata abolita. Questa zona era stata criticata dai piloti, nel 2018, per ragioni di sicurezza.
La direzione di gara è costretta a sostituire le luci del semaforo della partenza, dopo che al giovedì un autobus ha colpito il supporto, danneggiandole.
La Racing Point introduce una nuova versione della sua monoposto, che presenta un nuovo retrotreno. Le modifiche alla parte anteriore della vettura sono annunciate per il Gran Premio d'Ungheria.
La Mercedes, pur avendo omologato un nuovo telaio, decide di affrontare la gara ancora con la scocca usata fino a questo momento.

### Aspetti sportivi
In questa stagione, Mercedes-Benz diventa title sponsor del gran premio. La scuderia di Formula 1, per festeggiare i 125 anni dalla fondazione della casa automobilistica e il duecentesimo gran premio nella massima Formula, presenta per le sue monoposto una livrea celebrativa.
L'ex pilota di Formula 1, il britannico Derek Warwick, è nominato commissario aggiunto per la gara. Ha svolto già in passato tale funzione, l'ultima al Gran Premio di Cina.

## Prove

### Resoconto

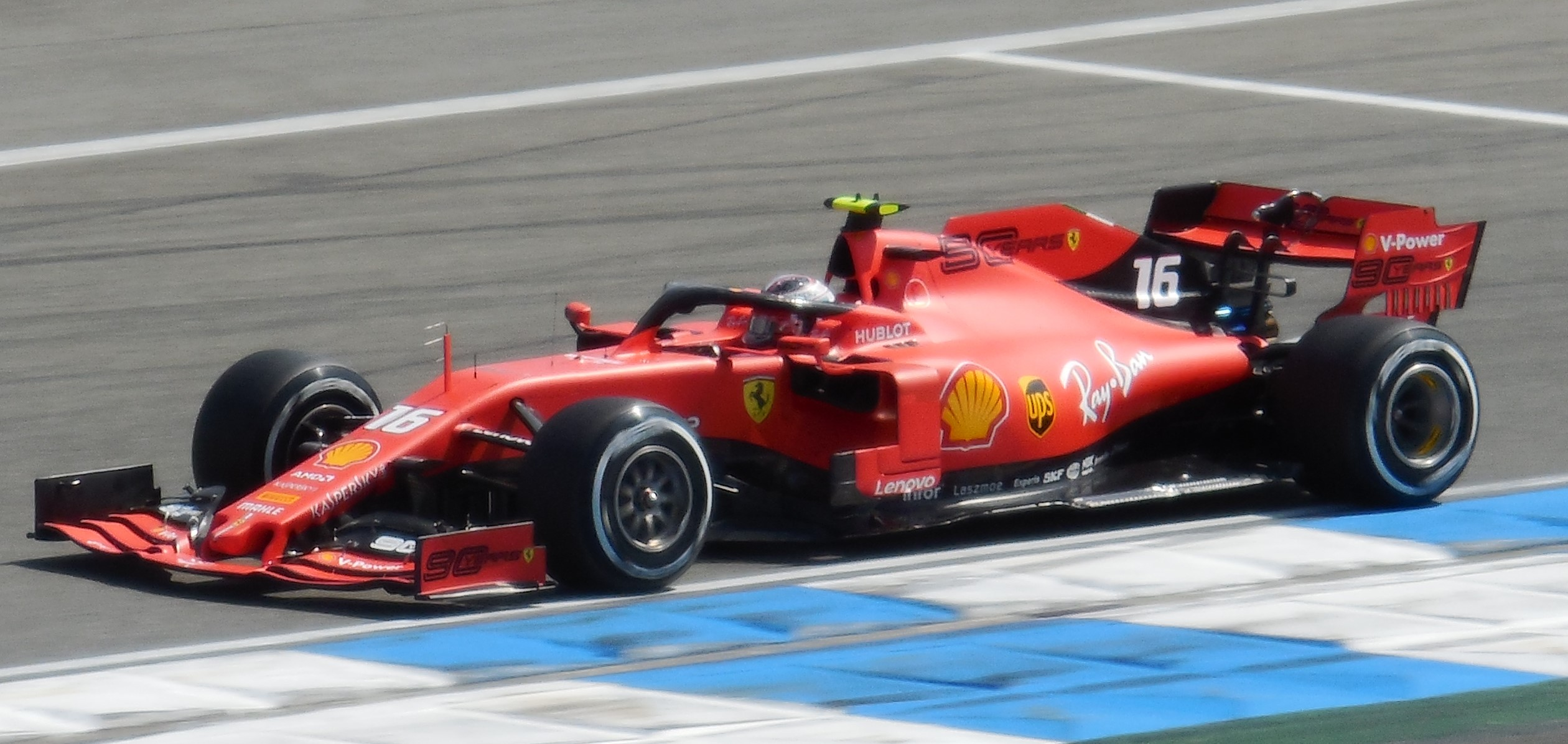
Charles Leclerc durante le prove

Le due Ferrari di Sebastian Vettel e Charles Leclerc colgono i primi due tempi, nella prima sessione di prove libere. L'alta temperatura dell'aria (35 °C) e dell'asfalto (47 °C), non hanno consentito ai piloti di ottenere tempi più bassi di quelli dell'edizione 2018.
Vettel, con gomme soft, ha chiuso con 1'14"013, circa mezzo secondo di più di quanto fatto segnare da Daniel Ricciardo nella prima sessione dell'anno precedente. Anche Leclerc ha ottenuto il suo tempo con gomme a mescola più morbida, mentre Lewis Hamilton, che ha chiuso con il terzo tempo, staccato di tre decimi dal tedesco, ha optato per gomme medie. Il campione del mondo ha preceduto di pochi millesimi Max Verstappen, anche lui con gomme soft. Bottas, quinto, ha compiuto diversi errori di guida, e ha rischiato di colpire le barriere, uscendo dal tracciato alla curva Sachs. La nuova versione della vettura della Racing Point si mostra competitiva, con Lance Stroll decimo, davanti al compagno di team Sergio Pérez.
La sessione è stata interrotta, dopo circa venti minuti dall'inizio, per permettere ai commissari di rimuovere la Haas di Kevin Magnussen, rimasta ferma all'entrata del Motodrom, per un problema alla power unit Ferrari. Il pilota ha comunque potuto riprendere e completare la sessione.
Anche nella sessione pomeridiana le due vetture di Maranello hanno colto i migliori tempi. In questa sessione però è stato Charles Leclerc a precedere il compagno di scuderia Vettel, per poco più di un decimo. I tempi però continuano a essere più alti di quelli ottenuti nella stagione precedente. Con 1'13"449 il monegasco risulta più lento di 4 decimi del tempo migliore ottenuto nella seconda sessione del 2018.
In questa sessione la Mercedes ha cercato il tempo con gomme soft, risultando però ancora più lenta della Ferrari, con Lewis Hamilton staccato di 146 millesimi, e Valtteri Bottas di oltre sei decimi. Poco distante dal tempo di Bottas si è posizionato Verstappen, che aveva anche accusato una perdita di potenza della sua power unit Honda nel primo tentativo veloce. Ha chiuso a soli 7 decimi dal tempo di Leclerc Romain Grosjean, mentre si sono confermate le Racing Point, con entrambi i piloti nella top 10.
Anche questa sessione è stata interrotta con bandiera rossa: a circa 15 minuti dalla fine Pierre Gasly è uscito di pista con la sua Red Bull Racing all'ultima curva, andando a sbattere con violenza contro le barriere, con il lato sinistro della sua vettura. Il pilota, pur portato al centro medico, non ha conseguenze fisiche dall'impatto. La Red Bull Racing decide di sostituire il telaio della vettura di Gasly. Il telaio incidentato verrà comunque riparato per il resto della stagione. Anche la Williams decide di cambiare il telaio di Robert Kubica, dopo che, da un'analisi dei propri tecnici, sono stati riscontrati dei danni non riparabili in pista.
Al termine della prima giornata di prove, la direzione di gara invia a tutti i team un chiarimento in merito alla possibilità per i piloti di superare i limiti del tracciato. Viene posto sotto osservazione il comportamento dei piloti alla prima e all'ultima curva stabilendo che verrà ritenuto che una monoposto avrà superato i limiti della pista all'uscita della curva 1 se una qualsiasi parte dell'auto passerà a sinistra del cordolo di uscita blu e bianco. Per quanto riguarda l'ultima curva la direzione di gara considererà oltre i limiti la monoposto se qualsiasi parte di essa andrà a sinistra del cordolo di uscita blu e bianco. In tali casi la direzione di gara cancellerà il tempo ottenuto dal pilota. In gara le penalità verranno comminate solo nel caso di ripetute violazioni.
Charles Leclerc si è confermato quale pilota più veloce anche nella sessione di prove libere del sabato. Questa sessione si è svolta con una temperatura molto più fresca, rispetto alle sessioni del giorno precedente, con 26 gradi dell'aria e 39 dell'asfalto, contro i 52 del pomeriggio del venerdì. Il monegasco ha ottenuto 1'12"380, precedendo per poco più di un decimo Max Verstappen, mentre al terzo posto ha chiuso Sebastian Vettel, che si è visto annullare un tempo per avere superato i limiti del tracciato. La temperatura più mite consente ai piloti di effettuare due giri veloci di fila, con gomme soft.
Le Mercedes hanno chiuso con il quarto e sesto tempo, in quanto fra loro si è posizionata la Haas di Romain Grosjean; anche a Hamilton i commissari hanno cancellato un tempo interessante, sempre per avere superato i limiti della pista. Le vetture tedesche non hanno però cercato solo la prestazione sul giro secco, ma hanno anche effettuato dei long run con gomme soft.

### Risultati
Nella prima sessione del venerdì si è avuta questa situazione:
| Pos | Nº | Pilota           | Costruttore | Tempo    | Gap    | Giri |
| --- | -- | ---------------- | ----------- | -------- | ------ | ---- |
| 1   | 5  | Sebastian Vettel | Ferrari     | 1'14"013 |        | 21   |
| 2   | 16 | Charles Leclerc  | Ferrari     | 1'14"268 | +0"255 | 25   |
| 3   | 44 | Lewis Hamilton   | Mercedes    | 1'14"315 | +0"302 | 32   |

Nella seconda sessione del venerdì si è avuta questa situazione:
| Pos | Nº | Pilota           | Costruttore | Tempo    | Gap    | Giri |
| --- | -- | ---------------- | ----------- | -------- | ------ | ---- |
| 1   | 16 | Charles Leclerc  | Ferrari     | 1'13"449 |        | 33   |
| 2   | 5  | Sebastian Vettel | Ferrari     | 1'13"573 | +0"124 | 30   |
| 3   | 44 | Lewis Hamilton   | Mercedes    | 1'13"595 | +0"146 | 30   |

Nella sessione del sabato mattina si è avuta questa situazione:
| Pos | Nº | Pilota           | Costruttore           | Tempo    | Gap    | Giri |
| --- | -- | ---------------- | --------------------- | -------- | ------ | ---- |
| 1   | 16 | Charles Leclerc  | Ferrari               | 1'12"380 |        | 18   |
| 2   | 33 | Max Verstappen   | Red Bull Racing-Honda | 1'12"548 | +0"168 | 12   |
| 3   | 5  | Sebastian Vettel | Ferrari               | 1'12"644 | +0"264 | 18   |

## Qualifiche

### Resoconto
La temuta pioggia non colpisce le qualifiche, che si svolgono con pista asciutta. Nella prima fase Kimi Räikkönen fa segnare il primo tempo di riferimento, con 1'13"066. Il tempo del pilota dell'Alfa Romeo è battuto da Max Verstappen, poi da Charles Leclerc, con 1'12"229. L'altro pilota della Ferrari, Sebastian Vettel, si trova alle prese, invece, con dei problemi alla sua monoposto, che non gli consentono di prendere parte alla sessione e ottenere tempi validi.
Valtteri Bottas prende il quarto tempo, a otto decimi da Leclerc, ma restando alle spalle di Räikkönen. Lewis Hamilton, dopo un primo tentativo lento, sale al terzo posto. La lotta per il passaggio alla seconda fase è serrata, tanto che ci sono meno di tre decimi tra Räikkönen, ora quarto, e Antonio Giovinazzi, virtualmente ultimo dei qualificati alla Q2.
Räikkönen non migliora però, con il suo secondo giro veloce, a differenza del compagno Giovinazzi, che rimonta in ottava posizione. Kevin Magnussen si pone sesto, mentre Sergio Pérez sale decimo. Meglio fa Pierre Gasly, che coglie il quarto tempo. Sono eliminati Lando Norris, Alexander Albon, e il duo della Williams, oltre a Sebastian Vettel, fermato da un problema al turbo.
In Q2 Lewis Hamilton si lancia con gomme medie, sperando così di potere partire in gara con questa mescola. Il campione del mondo ottiene 1'12"149, contro il tempo di 1'12"487 di Bottas. Escono sul tracciato anche Max Verstappen e Leclerc; l'olandese è penalizzato da una perdita di potenza, mentre il ferrarista, dopo avere compiuto un errore di guida nel primo tentativo, si piazza a due decimi dal tempo di Hamilton.
Verstappen, dopo essere tornato ai box, rientra in pista, per fare segnare il quarto tempo. Rientra in pista anche Hamilton, che monta questa volta gomme soft. Il britannico però, non minacciato dall'eliminazione, decide di abortire il tentativo.
Al termine della sessione vengono eliminati Antonio Giovinazzi, Kevin Magnussen, Daniel Ricciardo, Daniil Kvjat e Lance Stroll. In Q3 partecipano piloti di ben sette scuderie diverse.
All'inizio della fase decisiva, un nuovo problema tecnico ferma la Ferrari superstite, quella di Leclerc, che così non partecipa alla Q3. All'inizio della sessione Hamilton fa segnare 1'11"767, sopravanzando Verstappen e Bottas, dopo il loro primo giro lanciato. Gasly, Grosjean e Pérez si piazzano quarto, quinto e sesto.
Nessuno dei primi tre riesce a migliorarsi nel secondo tentativo, mentre Pierre Gasly vede annullato il suo tempo, nel secondo run, per avere tagliato i limiti della pista. Lewis Hamilton conquista la sua ottantasettesima pole position; a completare la prima fila c'è Max Verstappen, mentre la seconda fila è occupata dai due compagni di squadra dei piloti della prima fila. Kimi Räikkönen è quinto, davanti a Romain Grosjean. Per la scuderia del finlandese è il miglior risultato in qualifica dal Gran Premio d'Italia 2013, dove Nico Hülkenberg partì terzo, quando ancora il team portava il nome di Sauber. Per Pierre Gasly il quarto posto è il suo miglior risultato personale in qualifica, battendo la sua miglior posizione, il quinto posto, ottenuta tre volte, l'ultima nel Gran Premio di Gran Bretagna.

### Risultati
Nella sessione di qualifica si è avuta questa situazione:
| Pos                         | Nº | Pilota             | Costruttore               | Q1          | Q2       | Q3          | Griglia |
| --------------------------- | -- | ------------------ | ------------------------- | ----------- | -------- | ----------- | ------- |
| 1                           | 44 | Lewis Hamilton     | Mercedes                  | 1'12"852    | 1'12"149 | 1'11"767    | 1       |
| 2                           | 33 | Max Verstappen     | Red Bull Racing-Honda     | 1'12"593    | 1'12"427 | 1'12"113    | 2       |
| 3                           | 77 | Valtteri Bottas    | Mercedes                  | 1'13"075    | 1'12"424 | 1'12"129    | 3       |
| 4                           | 10 | Pierre Gasly       | Red Bull Racing-Honda     | 1'12"991    | 1'12"385 | 1'12"522    | 4       |
| 5                           | 7  | Kimi Räikkönen     | Alfa Romeo Racing-Ferrari | 1'13"066    | 1'12"519 | 1'12"538    | 5       |
| 6                           | 8  | Romain Grosjean    | Haas-Ferrari              | 1'13"146    | 1'12"769 | 1'12"851    | 6       |
| 7                           | 55 | Carlos Sainz Jr.   | McLaren-Renault           | 1'13"221    | 1'12"632 | 1'12"897    | 7       |
| 8                           | 11 | Sergio Pérez       | Racing Point-BWT Mercedes | 1'13"194    | 1'12"776 | 1'13"065    | 8       |
| 9                           | 27 | Nico Hülkenberg    | Renault                   | 1'13"186    | 1'12"766 | 1'13"126    | 9       |
| 10                          | 16 | Charles Leclerc    | Ferrari                   | 1'12"229    | 1'12"344 | senza tempo | 10      |
| 11                          | 99 | Antonio Giovinazzi | Alfa Romeo Racing-Ferrari | 1'13"170    | 1'12"786 | N.D.        | 11      |
| 12                          | 20 | Kevin Magnussen    | Haas-Ferrari              | 1'13"103    | 1'12"789 | N.D.        | 12      |
| 13                          | 3  | Daniel Ricciardo   | Renault                   | 1'13"131    | 1'12"799 | N.D.        | 13      |
| 14                          | 26 | Daniil Kvjat       | Scuderia Toro Rosso-Honda | 1'13"278    | 1'13"135 | N.D.        | 14      |
| 15                          | 18 | Lance Stroll       | Racing Point-BWT Mercedes | 1'13"256    | 1'13"450 | N.D.        | 15      |
| 16                          | 4  | Lando Norris       | McLaren-Renault           | 1'13"333    | N.D.     | N.D.        | 19      |
| 17                          | 23 | Alexander Albon    | Scuderia Toro Rosso-Honda | 1'13"461    | N.D.     | N.D.        | 16      |
| 18                          | 63 | George Russell     | Williams-Mercedes         | 1'14"721    | N.D.     | N.D.        | 17      |
| 19                          | 88 | Robert Kubica      | Williams-Mercedes         | 1'14"839    | N.D.     | N.D.        | 18      |
| Tempo limite 107%: 1'17"285 |    |                    |                           |             |          |             |         |
| NQ                          | 5  | Sebastian Vettel   | Ferrari                   | senza tempo | N.D.     | N.D.        | 20      |

In grassetto sono indicate le migliori prestazioni in Q1, Q2 e Q3.

## Gara

### Resoconto
A causa della pioggia la direzione di gara decide inizialmente di fare disputare alcuni giri dietro la safety car, ma successivamente viene deciso che la partenza avverrà dalla griglia.
Le due Mercedes mantengono le prime due posizioni, mentre parte male Max Verstappen, che viene passato da Kimi Räikkönen. Seguono poi Nico Hülkenberg e Charles Leclerc. Già al secondo giro Verstappen passa Räikkönen, mentre, poco dopo, Sergio Pérez va in testacoda, uscendo di pista. La direzione di gara invia in pista la vettura di sicurezza. Molti piloti passano ai box per montare gomme da bagnato intermedio. Restano con gomme da bagnato estremo Kevin Magnussen, Lance Stroll, Lando Norris e il duo della Williams. Nella corsia dei box si sfiora la collisione tra Leclerc e Romain Grosjean. La direzione di gara decide di non penalizzare il pilota monegasco, multando solo la Scuderia Ferrari.
La gara riprende con Lewis Hamilton al comando, seguito da Valtteri Bottas, Max Verstappen, Charles Leclerc, Nico Hülkenberg e Kevin Magnussen. Il danese, ancora con gomme da bagnato estremo, viene passato sia da Kimi Räikkönen che da Sebastian Vettel. Magnussen attende l'ottavo giro per il cambio gomme.
Al giro 14 si ritira, per un guasto a uno scarico, Daniel Ricciardo. Viene stabilita la virtual safety car: effettuano il cambio gomme, restando con gomme da bagnato intermedio, sia Hülkenberg che Leclerc. Al termine della situazione di pericolo, Verstappen attacca Bottas, senza successo, e rischia il testacoda. La scelta di gomme nuove premia Hülkenberg, che sorpassa Kimi Räikkönen, per il quinto posto. La classifica vede Lewis Hamilton, al giro 20, con 5"8 su Valtteri Bottas, 7" su Max Verstappen e 11"8 su Leclerc.
Al giro 22 Magnussen è il primo pilota che prova a montare gomme da asciutto. Un giro dopo la stessa scelta è compiuta da Sebastian Vettel. Al venticinquesimo passaggio si ferma anche Verstappen che opta per gomme da asciutto di mescola media, a differenza di Vettel e Magnussen che hanno montato gomme soft. Al giro 26 si ferma Bottas per montare gomme medie; Verstappen va in testacoda, riuscendo però a restare in pista. Un giro dopo si ritira Lando Norris, per una perdita di potenza. La direzione di gara è ancora costretta a indicare la virtual safety car. Ne approfitta Leclerc che si ferma ai box, monta gomme slick, e rientra in gara davanti a Bottas e Verstappen.
Al ventottesimo passaggio Lewis Hamilton si ferma per montare gomme soft, e rientra in gara al primo posto. Poco dopo Charles Leclerc termina nella ghiaia all'ultima curva, ed è costretto al ritiro. Solo un giro dopo compie un errore analogo anche Hamilton, che però è capace di rientrare in gara, anche se la vettura è danneggiata e costringe il pilota britannico a una nuova sosta, per sostituire il musetto della sua monoposto. Vanno ai box Verstappen e Nico Hülkenberg per un nuovo cambio gomme.
La pioggia ritorna a colpire il tracciato, costringendo ancora a optare per gomme da bagnato intermedio. La classifica vede ora al comando Max Verstappen, davanti a Nico Hülkenberg, Valtteri Bottas, Alexander Albon e Lewis Hamilton, che con la safety car di nuovo in pista ha potuto ricucire la distanza dai primi. Il campione del mondo è penalizzato di 5 secondi per essere rientrato nella corsia dei box in maniera non regolare.
Alla ripartenza della gara Hamilton passa Albon, mentre al giro 36 Bottas passa Hülkenberg. Un giro dopo il tedesco della Renault è passato anche da Hamilton. Al trentanovesimo passaggio Kimi Räikkönen, settimo, esce di pista nello stesso punto di Leclerc e di Hamilton, rientrando però in gara regolarmente. Al giro 40 si ritira Nico Hülkenberg che finisce contro le barriere, sempre all'ultima curva. Entra ancora la vettura di sicurezza: Max Verstappen rimonta gomme intermedie, e rientra in gara sempre al comando, davanti alle due Mercedes. Anche Vettel opta per gomme intermedie nuove.
Pochi giri dopo il leader della gara Verstappen si ferma ancora, per passare a gomme slick. Con 1"88, i meccanici della Red Bull Racing stabiliscono il nuovo record di velocità per un pit stop. Il precedente record apparteneva sempre alla scuderia anglo-austriaca ed era stato stabilito due settimane prima nel corso del Gran Premio di Gran Bretagna, per un pit stop di Pierre Gasly, in 1"91. Il record è stato nuovamente battuto nel corso del Gran Premio del Brasile, sempre dai meccanici della Red Bull Racing e sempre per un pit stop di Max Verstappen, con un tempo di 1"82. Si fermano anche Bottas, Sainz Jr., Gasly e Albon. Un giro dopo si ferma anche Hamilton, che sconta la penalità. Nuova sosta anche per Vettel.
Max Verstappen comanda con 2"4 su Lance Stroll e 4"4 su Daniil Kvjat (tra i primi a passare di nuovo alle gomme da asciutto). Seguono Valtteri Bottas, Carlos Sainz Jr., Kevin Magnussen, Alexander Albon, Pierre Gasly e Sebastian Vettel. Al cinquantesimo giro Kvjat passa Stroll, mentre Vettel passa Gasly e Magnussen. Hamilton commette un ulteriore errore, al cinquantaduesimo giro, e precipita in fondo al gruppo, dopo essere costretto a una nuova sosta per montare gomme nuove, rovinate dal suo errore.
Al giro 56 si ritira Bottas, dopo essere uscito di pista alla prima curva, e avere sbattuto contro le barriere. Per l'ennesima volta la direzione di gara è costretta a inviare in pista la safety car. Alla ripartenza Vettel passa Sainz Jr. per il quarto posto. Al sessantunesimo giro il tedesco della Ferrari passa anche Lance Stroll. Un giro dopo Vettel ha la meglio anche su Kvjat. Nello stesso giro Gasly attacca, senza successo, Albon: a seguito dell'attacco la sua Red Bull viene danneggiata e il francese è costretto al ritiro.
La gara si chiude dopo 64 giri, dei 67 previsti, ai quali vengono scalati i tre giri compiuti dietro la vettura di sicurezza. Max Verstappen ottiene la sua settima vittoria in carriera; Sebastian Vettel chiude secondo dopo essere partito ventesimo, mentre Daniil Kvjat torna a podio per la prima volta dopo il Gran Premio di Cina 2016. Per la Toro Rosso è il secondo podio dopo la vittoria al Gran Premio d'Italia 2008 dello stesso Vettel. Era dal Gran Premio del Belgio 2001 che due vetture italiane di due costruttori diversi non giungevano a podio nella stessa gara (all'epoca la Ferrari e la Benetton). Per la Honda, quale motorista, è la prima volta con due vetture a podio nella stessa gara dal Gran Premio del Portogallo 1992, nonché la prima volta a podio con due vetture diverse dal Gran Premio d'Australia 1988, quando la McLaren fece doppietta con Alain Prost e Ayrton Senna, seguiti da Nelson Piquet su Lotus.
A seguito della penalizzazione delle due Alfa Romeo Racing, entrano a punti Lewis Hamilton e Robert Kubica, il quale porta i primi punti per la Williams in stagione. Il polacco torna nei punti dopo 8 anni, 8 mesi e 14 giorni (pari a 168 Gran Premi che sono trascorsi dal suo ultimo piazzamento a punti al Gran Premio di Abu Dhabi 2010): è la distanza temporale più ampia tra due arrivi a punti per un pilota del mondiale di Formula 1.

### Risultati
I risultati del Gran Premio sono i seguenti:
| Pos | Nº | Pilota             | Costruttore               | Giri | Tempo/Ritiro            | Griglia | Punti |
| --- | -- | ------------------ | ------------------------- | ---- | ----------------------- | ------- | ----- |
| 1   | 33 | Max Verstappen     | Red Bull Racing-Honda     | 64   | 1h44'31"275             | 2       | 26    |
| 2   | 5  | Sebastian Vettel   | Ferrari                   | 64   | +7"333                  | 20      | 18    |
| 3   | 26 | Daniil Kvjat       | Scuderia Toro Rosso-Honda | 64   | +8"305                  | 14      | 15    |
| 4   | 18 | Lance Stroll       | Racing Point-BWT Mercedes | 64   | +8"966                  | 15      | 12    |
| 5   | 55 | Carlos Sainz Jr.   | McLaren-Renault           | 64   | +9"583                  | 7       | 10    |
| 6   | 23 | Alexander Albon    | Scuderia Toro Rosso-Honda | 64   | +10"052                 | 16      | 8     |
| 7   | 8  | Romain Grosjean    | Haas-Ferrari              | 64   | +16"838                 | 6       | 6     |
| 8   | 20 | Kevin Magnussen    | Haas-Ferrari              | 64   | +18"765                 | 12      | 4     |
| 9   | 44 | Lewis Hamilton     | Mercedes                  | 64   | +19"667                 | 1       | 2     |
| 10  | 88 | Robert Kubica      | Williams-Mercedes         | 64   | +24"987                 | 18      | 1     |
| 11  | 63 | George Russell     | Williams-Mercedes         | 64   | +26"404                 | 17      |       |
| 12  | 7  | Kimi Räikkönen     | Alfa Romeo Racing-Ferrari | 64   | +42"214                 | 5       |       |
| 13  | 99 | Antonio Giovinazzi | Alfa Romeo Racing-Ferrari | 64   | +43"849                 | 11      |       |
| 14  | 10 | Pierre Gasly       | Red Bull Racing-Honda     | 61   | Collisione con A. Albon | 4       |       |
| Rit | 77 | Valtteri Bottas    | Mercedes                  | 56   | Incidente               | 3       |       |
| Rit | 27 | Nico Hülkenberg    | Renault                   | 39   | Incidente               | 9       |       |
| Rit | 16 | Charles Leclerc    | Ferrari                   | 27   | Incidente               | 10      |       |
| Rit | 4  | Lando Norris       | McLaren-Renault           | 25   | Perdita di potenza      | 19      |       |
| Rit | 3  | Daniel Ricciardo   | Renault                   | 13   | Scarico                 | 13      |       |
| Rit | 11 | Sergio Pérez       | Racing Point-BWT Mercedes | 1    | Incidente               | 8       |       |

Max Verstappen riceve un punto addizionale per avere segnato il giro più veloce della gara.

## Classifiche mondiali

### Piloti
| Pos | Pilota             | Punti |
| --- | ------------------ | ----- |
| 1   | Lewis Hamilton     | 225   |
| 2   | Valtteri Bottas    | 184   |
| 3   | Max Verstappen     | 162   |
| 4   | Sebastian Vettel   | 141   |
| 5   | Charles Leclerc    | 120   |
| 6   | Pierre Gasly       | 55    |
| 7   | Carlos Sainz Jr.   | 48    |
| 8   | Daniil Kvjat       | 27    |
| 9   | Kimi Räikkönen     | 25    |
| 10  | Lando Norris       | 22    |
| 11  | Daniel Ricciardo   | 22    |
| 12  | Lance Stroll       | 18    |
| 13  | Kevin Magnussen    | 18    |
| 14  | Nico Hülkenberg    | 17    |
| 15  | Alexander Albon    | 15    |
| 16  | Sergio Pérez       | 13    |
| 17  | Romain Grosjean    | 8     |
| 18  | Antonio Giovinazzi | 1     |
| 19  | Robert Kubica      | 1     |

### Costruttori
| Pos | Costruttore               | Punti |
| --- | ------------------------- | ----- |
| 1   | Mercedes                  | 409   |
| 2   | Ferrari                   | 261   |
| 3   | Red Bull Racing-Honda     | 217   |
| 4   | McLaren-Renault           | 70    |
| 5   | Scuderia Toro Rosso-Honda | 42    |
| 6   | Renault                   | 39    |
| 7   | Racing Point-BWT Mercedes | 31    |
| 8   | Haas-Ferrari              | 26    |
| 9   | Alfa Romeo Racing-Ferrari | 26    |
| 10  | Williams-Mercedes         | 1     |

## Decisioni della FIA
Al termine della gara, i due piloti dell'Alfa Romeo Racing, Kimi Räikkönen e Antonio Giovinazzi, sono penalizzati di 30 secondi sul tempo totale di gara, per essere partiti con una mappatura elettronica da bagnato che ha permesso loro un rilascio della frizione più graduale utile a evitare il pattinamento. Giunti rispettivamente settimo e ottavo al traguardo scalano in dodicesima e tredicesima posizione. La scuderia elvetica presenta appello contro tale decisione dei commissari. L'udienza, tenutasi il successivo 24 settembre, ha respinto il ricorso presentato dalla scuderia, confermando quindi la classifica finale.
Lewis Hamilton, oltre alla penalità di cinque secondi comminatagli durante la gara, viene penalizzato di 1 punto sulla Superlicenza per avere effettuato un ingresso scorretto in pit-lane.
Non viene invece sanzionato il contatto fra Alexander Albon e Pierre Gasly accaduto al sessantaduesimo giro.